# Túnel de l'Estret de Gibraltar
El Túnel de l'Estret de Gibraltar és un projecte ferroviari per la construcció d'un túnel a l'Estret de Gibraltar entre Espanya i el Marroc sota el mar Mediterrani, similar al túnel del canal de la Mànega entre el Regne Unit i França.
SNED i SECEG (Marroc i Espanya) són les dues empreses que estan elaborant el projecte que es va plantejar l'any 2007 a la comissió europea de Transports. Tot i que el projecte d'una infraestructura de connexió fixa entre els dos països es va iniciar el 1980 i des de 1996 es treballa en el projecte del túnel, descartant un pont. El febrer de 2023, després de la reunió bilateral d'alt nivell entre Espanya i el Marroc, els governs marroquí i espanyol van decidir rellançar el projecte del túnel ferroviari submarí sota l'estret de Gibraltar..